# Dubai Tennis Championships 2023
Dubai Tennis Championships 2023 — тенісний турнір, що проходив на кортах з твердим покриттям у місті Дубай, ОАЕ з 20 лютого до 5 березня. Належав до категорій ATP 500 та WTA 1000.

## Фінальна частина

### Чоловіки, одиночний розряд
Данило Медведєв —   Андрій Рубльов 6–2, 6–2

### Жінки, одиночний розряд
Барбора Крейчикова —  Іга Свьонтек 6–4, 6–2

### Чоловіки, парний розряд
Максім Крессі /  Фабріс Мартен —  Ллойд Гласспул /  Гаррі Геліоваара 7–6(7–2), 6–4

### Жінки, парний розряд
Вероніка Кудерметова /   Людмила Самсонова —  Чжань Хаоцін /  Латіша Чжань 6–4, 6–7(4–7), [10–1]